# Туризм в Мозамбике
Туристические активы Мозамбика включают окружающую среду страны, дикую природу и культурное наследие, которые предоставляют возможности для пляжного, культурного и экологического туризма.

## История
Несмотря на свои туристические активы и близость к ЮАР, одному из самых популярных туристических направлений в мире, в Мозамбике самое низкое количество туристов среди всех своих соседей, кроме Малави. В период до обретения независимости туризм был очень прибыльной отраслью. Родезийцы и южноафриканцы посещали Бейру и южные пляжи Мозамбика. Национальный парк Горонгоса, на полпути между Зимбабве и Бейрой, был большой туристической достопримечательностью.
После обретения независимости от Португалии в 1975 году гражданская война в Мозамбике, которая произошла в новой независимой стране в период с 1977 по 1992 год, нанесла серьёзный ущерб индустрии туризма и охране дикой природы в Мозамбике. Организованные туристические поездки по стране прекратились к 1978 году. Доверие туроператоров росло после окончания гражданского конфликта в стране, и теперь у страны есть возможность модернизировать и развивать свою туристическую индустрию. Недостаточный маркетинговый бюджет и отсутствие туроператоров ограничивают рост туристической индустрии.
К концу 1990-х годов туризм был самым быстрорастущим сектором экономики Мозамбика. В 1999 году был назначен министр туризма. В 2003 году на туризм приходилось около 1,2% ВВП страны, что намного ниже среднего показателя к югу от Сахары (6,9%). В 2005 году туристическая индустрия выросла на 37%, что стало самым быстрым темпом роста туристической индустрии в мире. Эта отрасль привлекает больше иностранных инвестиций, чем любая другая часть экономики страны. В 1999 году в страну прибыло 240 000 туристов. По данным ЮНВТО, около 578 000 туристов, что на 23% больше, чем в 2004 году. Поступления от туризма в 2001 году составили 64 миллиона долларов США, а в 2005 году — 130 миллионов долларов США. В секторе работает 32 000 человек. Около трети посетителей страны из Южной Африки.
В стране насчитывается около 7700 гостиничных коек с приблизительной заполняемостью чуть ниже 40%. На столицу Мапуту приходится около половины ночей в отелях. Доступ к участкам под строительство новых отелей — это медленный и дорогой процесс. Многие туроператоры поставляют свою электроэнергию. Доступ по воздуху ограничен, есть только одно сообщение с Португалией, кроме региональных рейсов в Дар-эс-Салам, Хараре, Йоханнесбург и Найроби. Цены на авиабилеты высокие. Внутренний воздушный транспорт очень ограничен, хотя цена на билеты ограничена из-за новых небольших авиаперевозчиков. Визовые правила страны представляют собой проблему для туристической индустрии, потому что во многих других странах, расположенных рядом с ней, таких как Маврикий, Сейшельские острова и Мальдивы, не требуется, чтобы граждане Европейского союза имели визы.
Правительство надеется, что дикая природа и заповедники страны станут главной туристической достопримечательностью. Несмотря на то, что во время войн количество диких животных сократилось, во многих национальных парках наблюдается положительная динамика, особенно в Специальном заповеднике Мапуту и парке Горонгоса.